# Maria de Anjou
Maria de Anjou (em francês:  Marie; Angers, 14 de outubro de 1404 — Poitou, 29 de novembro de 1463), foi rainha consorte de França como esposa de Carlos VII de França, e também foi delfina de Vennois. Ela era a filha de Luís II, Duque de Anjou e rei titular de Nápoles, e de Iolanda de Aragão, rainha titular soberana de Aragão.

## Família
Seus avós paternos eram o rei Luís I de Nápoles e Maria de Blois-Châtillon, duquesa de Anjou. Seus avós maternos eram o rei de Aragão João I e Iolanda de Bar.
Seus irmãos eram: Luís III, Duque de Anjou, Renato I de Nápoles, rei de Nápoles, e rei titular de Jerusalém e Aragão, Iolanda de Anjou, primeira esposa de Francisco I, Duque da Bretanha, e o conde Carlos de Maine.

## Casamento

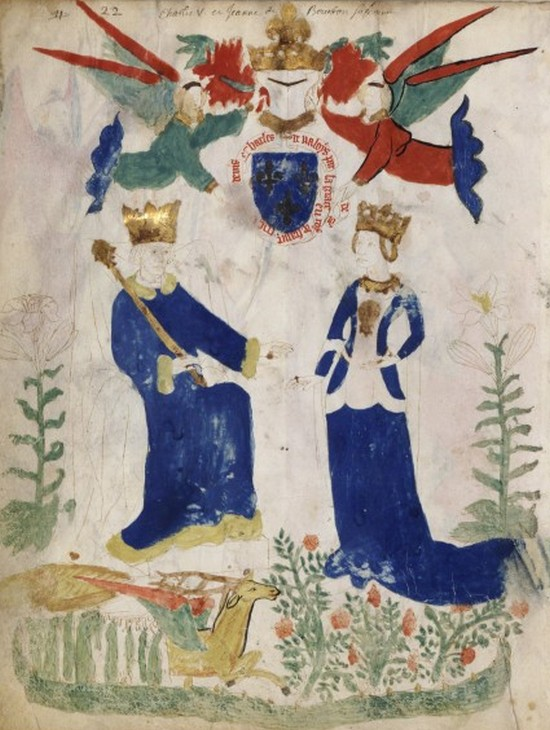
O rei e rainha de França.

Maria se casou com Carlos VII de França, filho de Carlos VI de França, chamado de Carlos, o Bem Amado e de Isabel da Baviera, em 2 de junho de 1422, em Tours. O contrato foi realizado no Palácio do Louvre, em 18 de dezembro de 1413.  O casal era primo de segundo grau, através da descendência do rei João II de França e de Bona de Luxemburgo. 
O apoio de sua sogra, Iolanda de Aragão, e a confiança que tinha em Joana d'Arc, rendeu a Carlos uma grande vitória sobre os ingleses na Batalha de Patay, ocorrida em 18 de junho de 1429, parte da Guerra dos Cem Anos.
Porém, apesar de Maria ter lhe dado 14 filhos, entre eles o herdeiro Luís XI de França, o rei se interessava principalmente pela sua amante Agnès Sorel, que após ter servido a duquesa de Lorena, Isabel da Lorena, na posição de dama de honra, veio a servir Maria, como sua dama de companhia. 
Devido ao seu favoritismo, ela recebeu do rei o Castelo de Loches. Com o monarca, Agnès teve três filhas: Maria de Valois, Carlota e Joana. O filho de Carlota, Luís de Brézé, foi o marido de Diana de Poitiers, a amante do rei Henrique II de França durante o século XVI.
Após a morte de Agnès, a sua prima Antoinette de Maignelais ocupou sua posição como amante do rei.
Carlos VII morreu em 22 de julho de 1461, a deixando viúva. A rainha nunca mais se casou.
Maria morreu em 29 de novembro de 1463, ao 59 anos de idade, na Abadia de Châtelliers, em Poitou-Charentes, enquanto retornava de uma peregrinação à Santiago de Compostela. Foi enterrada ao lado do marido na Basílica de Saint-Denis, em Paris.

## Filhos
- Luís XI de França (3 de julho de 1423 - 30 de agosto de 1483), casou-se pela primeira vez com Margarida da Escócia, filha de Jaime I da Escócia, sem descendência. Casou-se pela segunda vez com Carlota de Saboia, com descendência;
- João (19 de setembro de 1426), viveu por algumas horas;
- Radegunda de França (agosto de 1428 - 19 de março de 1444),[2] nunca se casou, mas esteve noiva de Sigismundo, Arquiduque da Áustria a partir de 22 de julho de 1430;
- Catarina (1428 - 13 de julho de 1446), casou-se com Carlos, Duque da Borgonha, sem descendência;
- Jaime (1432 - 2 de março de 1437), morreu com cinco anos de idade;
- Iolanda da França (23 de setembro de 1434 – 29 de agosto de 1478), casou-se com Amadeu IX de Saboia, com descendência;
- Joana de França, Duquesa de Bourbon (4 de maio de 1435 - 4 de maio de 1482),[3] casou-se com João II de Bourbon, sem descendência;
- Filipe (4 de fevereiro de 1436 - 11 de junho de 1436),[4] morreu aos quatro meses de idade;
- Margarida (maio de 1437 - 24 de julho de 1438),[5] morreu com um ano de idade;
- Joana (7 de setembro de 1438 - 26 de dezembro de 1446), gêmea de Maria, morreu com oito anos de idade;
- Maria (7 de setembro de 1438 - 14 de fevereiro de 1439), gêmea de Joana, morreu aos cinco meses de idade;
- Isabel (1441 - ?), morreu na infância;
- Madalena da França (1 de dezembro de 1443 - 21 de janeiro de 1495), casou-se com Gastão de Foix, com descendência;
- Carlos de Valois, Duque de Berry (26 de dezembro de 1446 - 24 de maio de 1472), nunca se casou, mas teve como amante Nicole de Chambres-Montsoreau, Viscondessa de Thouars, com descendência.